# Димитар Стојанов
Димитар Стојанов – Мире (Прилеп, 10. октобар 1910 — Скопље, 4. септембар 1991), учитељ, учесник Народноослободилачке борбе и друштвено-политички радник СФР Југославије и СР Македоније. Од 1953. до 19. децембра 1953. године обављао је функцију председника Народне скупштине НР Македоније.

## Биографија
Димитар Стојанов рођен је 1910. године у Прилепу. Године 1935. дипломирао је историју на Универзитету у Београду. Пре Другог светског рата био је професор у Прилепу (1935—1940), Пећи (до априла 1941), Кратову (1941—1942) и Ловечу у Бугарској (1942—1943).
Због антифашистичке делатности у Ловечу, био је затворен у логору Чучулигово у Бугарској. Након изласка из логора почетком 1944. године, прикључио се Другој и Петој македонској бригади. Био је народни заступник на Првом заседању Антифашистичког собрања народног ослобођења Македоније. На Другом заседању АСНОМ-а 30. децембра 1944. године изабран је за члана Президијума АСНОМ-а и министар за просвету у Влади Демократске Федеративне Македоније.
Након рата обављао је многе друштвено-политичке дужности, међу којима и функцију председника Народног собрања НР Македоније од 1953. до 19. децембра 1953. године. Био је директор Архива Македоније од 1960. до 1978. године, након чега је отишао у пензију.
Умро је 4. септембра 1991. године у Скопљу.